# Akademicki Ośrodek Inicjatyw Artystycznych
Akademicki Ośrodek Inicjatyw Artystycznych, AOIA – samorządowa instytucja kultury w Łodzi, której organizatorem jest Urząd Miasta Łodzi. Jej działalność skupia się przede wszystkim na teatrze oraz edukacji kulturalnej.

## Historia i działalność
Instytucja została powołana do życia w 2005, w miejscu działania Teatru 77. Nieruchomość, zajmowana przez AOIA, to dwa budynki połączone wspólną ścianą, do których w 2004 nadbudowano część biurową. Budynek przy ul. Zachodniej 56 przed wojną stanowił Synagogę chasydów z Aleksandrowa w Łodzi. W 2018 przeznaczono 12,5 mln zł (następnie zwiększone do 19 mln zł) na rewitalizację ośrodka, która zakończyła się w grudniu 2023.
W obiekcie znajduje się sala widowiskowa na ok. 500 osób, a także sala animacyjna, galeria i sale warsztatowe. W ramach instytucji działa również hostel składający się z dwunastu pokoi, który pozwala m.in. na szukanie rezydentów artystycznych, czy zakwaterowanie artystów współpracujących z instytucją.